# MVK
MVK (англ. Mevalonate kinase) – білок, який кодується однойменним геном, розташованим у людей на короткому плечі 12-ї хромосоми. Довжина поліпептидного ланцюга білка становить 396 амінокислот, а молекулярна маса — 42 451.
| 10         |  | 20         |  | 30         |  | 40         |  | 50         |
| ---------- |  | ---------- |  | ---------- |  | ---------- |  | ---------- |
| MLSEVLLVSA |  | PGKVILHGEH |  | AVVHGKVALA |  | VSLNLRTFLR |  | LQPHSNGKVD |
| LSLPNIGIKR |  | AWDVARLQSL |  | DTSFLEQGDV |  | TTPTSEQVEK |  | LKEVAGLPDD |
| CAVTERLAVL |  | AFLYLYLSIC |  | RKQRALPSLD |  | IVVWSELPPG |  | AGLGSSAAYS |
| VCLAAALLTV |  | CEEIPNPLKD |  | GDCVNRWTKE |  | DLELINKWAF |  | QGERMIHGNP |
| SGVDNAVSTW |  | GGALRYHQGK |  | ISSLKRSPAL |  | QILLTNTKVP |  | RNTRALVAGV |
| RNRLLKFPEI |  | VAPLLTSIDA |  | ISLECERVLG |  | EMGEAPAPEQ |  | YLVLEELIDM |
| NQHHLNALGV |  | GHASLDQLCQ |  | VTRARGLHSK |  | LTGAGGGGCG |  | ITLLKPGLEQ |
| PEVEATKQAL |  | TSCGFDCLET |  | SIGAPGVSIH |  | SATSLDSRVQ |  | QALDGL     |

A: Аланін

C: Цистеїн

D: Аспарагінова кислота

E: Глутамінова кислота

F: Фенілаланін

G: Гліцин

H: Гістидин

I: Ізолейцин

K: Лізин

L: Лейцин

M: Метіонін

N: Аспарагін

P: Пролін

Q: Глутамін

R: Аргінін

S: Серин

T: Треонін

V: Валін

W: Триптофан

Кодований геном білок за функціями належить до трансфераз, кіназ. 
Задіяний у таких біологічних процесах, як метаболізм ліпідів, метаболізм холестеролу, метаболізм стероїдів, метаболізм стеролів, біосинтез ліпідів, біосинтез холестеролу, біосинтез стероїдів, біосинтез стеролів. 
Білок має сайт для зв'язування з АТФ, нуклеотидами. 
Локалізований у цитоплазмі.